# Ctenus peregrinus sapperi
Ctenus peregrinus sapperi is een spinnenondersoort in de taxonomische indeling van de kamspinnen (Ctenidae).
Het dier behoort tot het geslacht Ctenus. De wetenschappelijke naam van de soort werd voor het eerst geldig gepubliceerd in 1916 door Embrik Strand.